# Tympanogaster monteithi
Tympanogaster monteithi är en skalbaggsart som beskrevs av Perkins 2006. Tympanogaster monteithi ingår i släktet Tympanogaster och familjen vattenbrynsbaggar. Inga underarter finns listade i Catalogue of Life.